# Charles Tanghe
Charles Louis Tanghe (Geluwe 13 juli 1832 - Brugge 29 november 1902) was burgemeester van de Belgische gemeente Koolkerke van 1879 tot 1884.

## Familie
Tanghe was de jongste in het groot gezin van Johannes Tanghe en Maria-Theresia Bouckaert.
Hij trouwde in 1868 in Assebroek met Celestine Sophie Isselée. Hij richtte een handel in steenkolen op aan de Brugse handelskom in het Fort Lapin, wijk van de gemeente Koolkerke.

## Burgemeester
Bij de verkiezingen van oktober 1878 werd Tanghe tot gemeenteraadslid verkozen en werd door de raad voorgedragen voor het ambt van burgemeester. Hij werd benoemd bij koninklijk besluit van 15 maart 1879 en nam de opvolging van Jacobus Strubbe.
Tanghe werd burgemeester toen de schoolstrijd hevig woedde en hij geraakte er in verwikkeld. Iedere gemeente moest een gemeentelijke school hebben. Koolkerke had die wel maar de kinderen uit de wijk Fort Lapin gingen niet naar de vier km verder gelegen school in de dorpskom, maar liever naar de katholieke lagere scholen in Brugge. Het stadsbestuur van Brugge weigerde die kinderen in de gemeentescholen van de stad. Daarop vaardigde de regering een koninklijk besluit uit (23 maart 1882) waarbij de wijk Fort Lapin inzake openbaar onderwijs bij Brugge gevoegd werd, zodat Brugge die kinderen wel moest aanvaarden. Een eindeloze discussie volgde over de vergoeding die de gemeente Koolkerke moest betalen voor kinderen van haar ingezetenen die in Brugge school liepen. Tanghe werd in zijn twist bijgestaan door de liberale gouverneur Theodore Heyvaert.
Bij de verkiezingen van oktober 1884 waren de kansen gekeerd en werd het land door een katholieke meerderheid bestuurd. De voordracht van Tanghe voor een nieuwe ambtstermijn werd door minister van Binnenlandse zaken Joseph Devolder verworpen.
Tanghe zetelde verder als gemeenteraadslid tot in 1887 en voerde hevige oppositie tegen zijn opvolger, Alphonse van Caloen